# درويلة كندية
دِرْوِيلَة كندية  أو عسليّة هو شجيرة نفضية من جنس درويلة مهدها شمال شرق الولايات المتحدة وكندا. يشير لقبها عسلية إلى مشابهته في المظهر جنس العسلة. يجذب النحل الطنان وهو مصدر للرحيق لهم.